# Masahiro Itō
Masahiro Itō (伊藤 昌弘 Itō Masahiro?, Fukuroi, 24 de julio de 1992) es un actor de doblaje y cantante japonés de Fukuroi, Prefectura de Shizuoka, afiliado a Hibiki. Es conocido por sus papeles como Ren Nanahoshi en From Argonavis y Kyouya Hashiba en Bokutachi no Remake.

## Carrera
Itō se graduó de la Facultad de Música de Nagoya, donde se especializó en trompeta. En 2013, formó la unidad musical Nabakari President (名ばかりプレジデント Nabakari Prejidento?), que estuvo activa hasta 2016. Después de mudarse a Tokio en 2016, continuaría sus actividades musicales como músico independiente. En 2018, fue elegido como el personaje Ren Nanahoshi en la franquicia From Argonavis, y luego repitió el papel para su serie de anime de 2020. En el 2021, interpretó a Zakusa Ishigame en Cardfight!! Vanguard Overdress y a Kyouya Hashiba en Bokutachi no Remake. También recibió el premio al Mejor Actor Revelación en la 15.ª edición de los Seiyu Awards.

## Filmografía
Los papeles principales están en negrita

### Series de televisión
| Año  | Título                                                     | Rol             | Refs.  |
| ---- | ---------------------------------------------------------- | --------------- | ------ |
| 2020 | Argonavis from BanG Dream!                                 | Ren Nanahoshi   | [ 3 ]  |
| 2021 | Cardfight!! Vanguard Overdress                             | Zakusa Ishigame | [ 4 ]  |
| 2021 | Bokutachi no Remake                                        | Kyōya Hashiba   | [ 5 ]  |
| 2021 | Cardfight!! Vanguard Overdress Season 2                    | Zakusa Ishigame |        |
| 2022 | Cardfight!! Vanguard will+Dress                            | Zakusa Ishigame | [ 7 ]  |
| 2022 | Nōmin Kanren no Skill Bakka Agetetara Nazeka Tsuyoku Natta | Reaks           | [ 8 ]  |
| 2023 | Cardfight!! Vanguard will+Dress Season 2                   | Zakusa Ishigame |        |
| 2023 | Sukinako ga Megane wo Wasureta                             | Kaede Komura    | [ 9 ]  |
| 2023 | Cardfight!! Vanguard will+Dress Season 3                   | Zakusa Ishigame |        |
| 2024 | Dungeon no Naka no Hito                                    | Harmein         | [ 10 ] |
| 2024 | Nageki no Bōrei wa Intai Shitai                            | Henrik Hefner   | [ 11 ] |
| 2025 | Cardfight!! Vanguard Divinez Deluxe-hen                    | Zakusa Ishigame | [ 12 ] |

### Películas
| Año  | Título                               | Rol           | Refs.  |
| ---- | ------------------------------------ | ------------- | ------ |
| 2021 | Argonavis Movie: Ryuusei no Obligato | Ren Nanahoshi | [ 13 ] |
| 2023 | Argonavis Movie: Axia                | Ren Nanahoshi | [ 14 ] |